# Alträsk
Alträsk är en by i Bodens kommun i Norrbotten belägen vid sjön Alträsket cirka 20 kilometer sydväst om Boden. I byn bor omkring 40 fastboende och omkring 130 sommarboende. Alträsk är beläget på 80 meters höjd.
Kemisk-växtbiologiska anstalten i Luleå disponerade från 1909 en gård för försöksodling på myrjord i Alträsk.
Omkring byn är delar av Kjell Sundvalls film Jägarna inspelad.